# 硬脊膜外麻醉

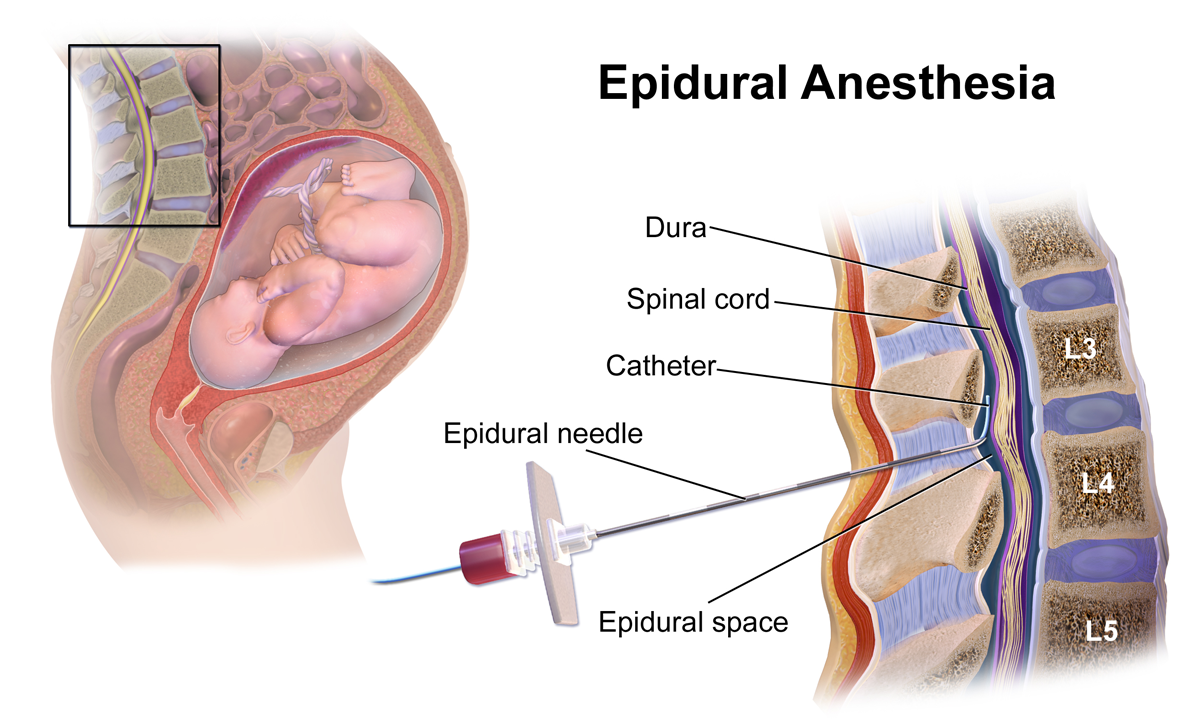
無痛分娩示意圖

硬脊膜外麻醉（英語：epidura、epidural analgesia/epidural anaesthesial），是局部麻醉的一種。透過導管，將藥物注射在硬脊膜外間隙。注射藥物阻隔附近脊髓神經傳送訊息，從而可以使到失去感覺（麻醉），或只達至失去痛楚（止痛）。人體的「硬脊膜外間隙」是脊椎的一部分。硬脊膜外間隙位置在骨質的椎管內，硬脊膜以外 。硬脊膜內為蛛網膜。蛛網膜包著腦脊液，腦脊液圍繞著脊髓。
脊椎麻醉是另一種不同的局部麻醉方法，將麻醉藥直接注射到腦脊液。這方法與硬脊膜外麻醉有相類似之處，二者不相同，但亦有時會同用。
硬脊膜外止痛是分娩時常用的止痛方法。在自然分娩過程中使用的硬脊膜外止痛的用藥，一般只會消除痛楚，但不足以令肌肉力量減少；而經過醫師的指導下用力（子宮收縮時），不會因為失去感覺而影響生產進度，亦不足以用作施行手術。

## 延伸閱讀
- Boqing Chen and Patrick M. Foye, UMDNJ: New Jersey Medical School, Epidural Steroid Injections: Non-surgical Treatment of Spine Pain, eMedicine: Physical Medicine and Rehabilitation (PM&R), August 2005. Also available online （页面存档备份，存于）.
- LEIGHTON, B. . American Journal of Obstetrics and Gynecology. 2002-05, 186 (5): S67-S77. ISSN 0002-9378. PMID 12011873. doi:10.1067/mob.2002.121813.
- Zhang, Jun; Yancey, Michael K.; Klebanoff, Mark A.; Schwarz, Jenifer; Schweitzer, Dina. . American Journal of Obstetrics & Gynecology. 2001-07-01, 185 (1): 128-134. ISSN 0002-9378. PMID 11483916. doi:10.1067/mob.2001.113874 （英语）.